# Czarna Góra (Pasłęk)
Czarna Góra (deutsch Juden, 1938 bis 1945 Buchental) ist ein Ort in der polnischen Woiwodschaft Ermland-Masuren. Er gehört zur Gmina Pasłęk (Stadt-und-Land-Gemeinde Preußisch Holland) im Powiat Elbląski (Kreis Elbing).

## Geographische Lage
Czarna Góra liegt im nördlichen Westen der Woiwodschaft Ermland-Masuren, acht Kilometer südlich der früheren Kreisstadt Preußisch Holland (polnisch Pasłęk) bzw. 23 Kilometer südöstlich der jetzigen Kreismetropole Elbląg (deutsch Elbing).

## Geschichte
Juden war bereits in der Ordenszeit ein Dorf. Im Jahre 1448 wurde es in einem Zinsbuch der Komturei Elbing erwähnt. 1785 war Juden ein adliges Vorwerk und Dorf mit acht Feuerstellen, 1820 ein adliges Vorwerk mit sechs Feuerstellen bei 44 Einwohnern.
Im Jahre 1874 wurde der Gutsbezirk Juden in den neu errichteten Amtsbezirk Kanthen (polnisch Kąty) im ostpreußischen Kreis Preußisch Holland, Regierungsbezirk Königsberg, aufgenommen. Im Jahre 1910 waren in Juden 51 Einwohner gemeldet.
Das Gutsdorf Juden verlor seine Eigenständigkeit, als es sich am 30. September 1928 mit den Gutsbezirken Kalthof (polnisch Rydzówka) und Kanthen (Kąty) sowie Talpitten (polnisch Talpity, aus dem Amtsbezirk Dargau) zur neuen Landgemeinde Kalthof zusammenschloss. Am 7. Oktober 1936 schließlich wurde Juden offiziell in „Buchental“ umbenannt.
In Kriegsfolge wurde 1945 das gesamte südliche Ostpreußen an Polen abgetreten. Es erhielt die polnische Namensform „Czarna Góra“ und ist heute eine Ortschaft im Verbund der Gmina Pasłęk (Stadt-und-Land-Gemeinde Preußisch Holland) im Powiat Elbląski (Kreis Elbing). von 1975 bis 1998 der Woiwodschaft Elbląg, seither der Woiwodschaft Ermland-Masuren zugeordnet.

## Religion
Juden resp. Buchental war bis 1945 in die evangelische Kirche Grünhagen (polnisch Zielonka Pasłęcka) in der Kirchenprovinz Ostpreußen der Kirche der Altpreußischen Union, außerdem in die römisch-katholische Pfarrei St. Josef in Preußisch Holland (Pasłęk) eingegliedert.
Czarna Góra gehört heute zur römisch-katholischen Pfarrei in Zielonka Pasłęcka (Grünhagen) im Bistum Elbląg sowie zur evangelischen St.-Georgs-Kirche Pasłęk in der Diözese Masuren der Evangelisch-Augsburgischen Kirche in Polen.

## Verkehr
Czarna Góra liegt an einer Nebenstraße, die von der Stadt Pasłęk unweit der Anschlussstelle Pasłęk Południe der Schenllstraße S 7 über Rydzówka (Kalthof) bis nach Kąty (Kanthen) an der Woiwodshcaftsstraße 526 verläuft.
Die nächste Bahnstation ist Nowa Wieś Cierpkie (Neuendorf-Friedheim) an der Bahnstrecke Olsztyn–Bogaczewo (Allenstein–Güldenboden)